# Алімє Абденанова
Алімє Абдена́нова (крим. Alimé Seitosmán qızı́ Abdenánova, 4 січня 1924, Керч, Кримська АРСР, РРФСР, СРСР — 5 квітня 1944, Сімферополь, Генеральний округ Крим, Рейхскомісаріат Україна, Третій Рейх) — радянська військовослужбовиця кримськотатарського походження, учасниця Німецько-радянської війни, резидент відділу розвідки штабу Приморської армії. Кавалер ордена Червоного Прапора (1944). Герой Російської Федерації (2014, посмертно).
Під час Німецько-радянської війни восени 1943 року Абденанова була закинута у Крим, який знаходився під окупацією Третього Рейху, де у складі розвідгрупи виконувала завдання радянського командування і здобувала відомості про німецькі і румунські війська, що дислокувалися на Керченському півострові. У лютому 1944 року група була розкрита, а всі її члени заарештовані. Після жорстоких тортур і тривалих допитів була розстріляна 5 квітня 1944 року в Сімферополі.

## З життєпису
Народилася 1924 року в передмісті Керчі у родині робітника Керченського металургійного заводу Сеіт-Османа Борасанова.
У часи нацистсько-радянської війни евакуйована в Краснодар, потім у Сочі. Військова розвідниця-резидент розвідувальної групи Окремої приморської армії. Восени 1943 року радянське керівництво приймає рішення направити в Крим розвідника з кримських татар, погодилася Аліме Абденанова. В розвідувальній школі вивчила основи розвіддіяльності, пройшла парашутно-десантну підготовку. Уночі проти 3 жовтня 1943 року Аліме перекидають літаком через лінію фронту в Крим. З жовтня 1943 року по лютий 1944-го Аліме передала через лінію фронту понад 80 донесень, що містили розвідувальні дані.
У лютому 1944-го нацисти викликали з Сімферополя спеціальну машину з пеленгатором, яка зафіксувала радіостанцію, що вийшла в ефір поблизу села Джермай-Качик. У лютому 1944-го групу було викрито, всіх її членів арештовано. Радистка, яка бачила тортури, застосовані до партизанів, погодилася співпрацювати з нацистами й повідомила, що Абденанова — резидент радянської розвідки. Після цього Аліме допитували в Старому Криму й розстріляли 5 квітня 1944 року.

## Нагороди
- Орден Червоного Прапора
- Герой Російської Федерації (1.9.2014)
- У Ленінському (Єдикуйському[1]) районі АР Крим кримськотатарські активісти встановили пам'ятник Аліме.